# Basilepta weixiensis
Basilepta weixiensis es un coleóptero de la familia Chrysomelidae.
Fue descrita científicamente por primera vez en 1988 por Tan.